# Prima Divisione Toscana 1942-1943
La Prima Divisione fu il massimo campionato regionale di calcio disputato in Italia nella stagione 1942-1943.
La Prima Divisione fu organizzata e gestita dai Direttori Regionali di Zona.
Per motivi contingenti il D.D.S. non fece disputare le finali per la promozione in Serie C.
Fu il quarto livello della XL edizione del campionato italiano di calcio.
Il campionato giocato nella regione Toscana fu organizzato e gestito dal Direttorio VII Zona (Toscana).

## Girone A

### Squadre partecipanti
| Squadra                            | Città (provincia)             | Stagione 1941-1942 |
| ---------------------------------- | ----------------------------- | ------------------ |
| U.S. Arezzo (B = riserve)          | Arezzo                        |                    |
| Dop.Az. Buitoni Sez.Calcio         | Sansepolcro (AR)              |                    |
| A.C. Fiorentina (C = allievi)      | Firenze                       |                    |
| A.C. Prato (B = riserve)           | Prato (FI)                    |                    |
| S.S. delle Signe (B = riserve)     | Signa (FI)                    |                    |
| Dop.Az. Società Mineraria Valdarno | Castelnuovo dei Sabbioni (AR) |                    |
| Calc. Benini                       | Firenze                       |                    |

### Classifica finale
|  | Pos. | Squadra                | Pt       | G | V | N | P | GF | GS | DR |
|  | ---- | ---------------------- | -------- | - | - | - | - | -- | -- | -- |
|  | 1.   | Soc.Mineraria Valdarno | 12       | 8 |   |   |   |    |    |    |
|  | 2.   | Buitoni                | 11       | 8 |   |   |   |    |    |    |
|  | 3.   | Benini                 | 10       | 8 |   |   |   |    |    |    |
|  | 4.   | Fiorentina (C)         | 10       | 8 |   |   |   |    |    |    |
|  | 5.   | Le Signe (B)           | 4        | 8 |   |   |   |    |    |    |
|  | --   | Arezzo (B)             | Ritirata |   |   |   |   |    |    |    |
|  | --   | Prato (B)              | Ritirata |   |   |   |   |    |    |    |

Legenda:

      Ammesso alle finali regionali.
Note:

Due punti a vittoria, uno a pareggio, zero a sconfitta.
Pari merito in caso di pari punti.

## Girone B

### Squadre partecipanti
| Squadra                                       | Città (provincia)                           | Stagione 1941-1942 |
| --------------------------------------------- | ------------------------------------------- | ------------------ |
| U.S. Carrarese Pietrino Binelli (B = riserve) | Apuania (AU)                                |                    |
| U.S. Forte dei Marmi (B = riserve)            | Forte dei Marmi (LU)                        |                    |
| S.S. G.I.L. di Pescia                         | Pescia (PT)                                 |                    |
| G.S. Lucchese Gino Giannini                   | Lucca                                       |                    |
| U.S.F. Massese Paolo Lorenzo Paladini         | Apuania (AU)                                |                    |
| U.S. Orentanese                               | Orentano fraz.di Castelfranco di Sotto (PI) |                    |
| U.S. Pro Cascine                              | Cascine di Buti (PI)                        |                    |
| S.S. Sextum                                   | Bientina (PI)                               |                    |
| Associazione Sportiva Viareggio Calcio        | Viareggio (LU)                              | Rifondazione       |

### Classifica finale
|  | Pos. | Squadra                | Pt       | G  | V | N | P | GF | GS | DR |
|  | ---- | ---------------------- | -------- | -- | - | - | - | -- | -- | -- |
|  | 1.   | Viareggio              | 24       | 15 |   |   |   |    |    |    |
|  | 2.   | Sextum                 | 21       | 15 |   |   |   |    |    |    |
|  | 3.   | Massese P.L. Paladini  | 20       | 15 |   |   |   |    |    |    |
|  | 4.   | GIL Pescia             | 17       | 15 |   |   |   |    |    |    |
|  | 5.   | Lucchese Gino Giannini | 16       | 15 |   |   |   |    |    |    |
|  | 6.   | Orentanese             | 14       | 15 |   |   |   |    |    |    |
|  | 7.   | Carrarese P. Binelli B | 7        | 15 |   |   |   |    |    |    |
|  | 8.   | Pro Cascine            | 3        | 15 |   |   |   |    |    |    |
|  | --   | Forte dei Marmi B      | Ritirata |    |   |   |   |    |    |    |

Legenda:

      Ammesso alle finali regionali.
Note:

Due punti a vittoria, uno a pareggio, zero a sconfitta.
Pari merito in caso di pari punti.

## Girone C

### Squadre partecipanti
| Squadra                        | Città (provincia)           | Stagione 1941-1942 |
| ------------------------------ | --------------------------- | ------------------ |
| G.S. Avieri San Giusto         | Pisa                        |                    |
| Pol. G.I.L. S.Giuliano Terme   | San Giuliano Terme (PI)     |                    |
| S.S. "Giuseppe Silvi"          | San Frediano a Settimo (PI) |                    |
| U.S. Livorno (C = allievi)     | Livorno                     |                    |
| A.C. Pisa (B = riserve)        | Pisa                        |                    |
| A.C. Poggibonsi                | Poggibonsi (SI)             |                    |
| U.S. Ponsacco                  | Ponsacco (PI)               |                    |
| U.S.F. Pontedera (B = riserve) | Pontedera (PI)              |                    |

### Classifica finale
|  | Pos. | Squadra              | Pt       | G  | V  | N | P | GF | GS | DR |
|  | ---- | -------------------- | -------- | -- | -- | - | - | -- | -- | -- |
|  | 1.   | Avieri San Giusto    | 24       | 12 | 12 | 0 | 0 |    |    |    |
|  | 2.   | Ponsacco             | 15       | 12 |    |   |   |    |    |    |
|  | 3.   | Poggibonsi           | 12       | 12 |    |   |   |    |    |    |
|  | 4.   | Pontedera (B)        | 11       | 12 |    |   |   |    |    |    |
|  | 5.   | Pisa (B)             | 8        | 12 |    |   |   |    |    |    |
|  | 6.   | "Giuseppe Silvi"     | 4        | 12 |    |   |   |    |    |    |
|  | --   | G.I.L. S.Giuliano T. | Ritirata |    |    |   |   |    |    |    |
|  | --   | Livorno (B)          | Ritirata |    |    |   |   |    |    |    |

Legenda:

      Ammesso alle finali regionali.
Note:

Due punti a vittoria, uno a pareggio, zero a sconfitta.
Pari merito in caso di pari punti.

## Finali per la promozione in Serie C

### Classifica finale
|  | Pos. | Squadra                     | Pt       | G  | V | N | P | GF | GS | DR |
|  | ---- | --------------------------- | -------- | -- | - | - | - | -- | -- | -- |
|  | 1.   | Viareggio                   | 17       | 10 | 8 | 1 | 1 | .. | .. |    |
|  | 2.   | Avieri San Giusto           | 17       | 10 | 8 | 1 | 1 | .. | .. |    |
|  | 3.   | Massese "Paladini"          | 10       | 10 | 4 | 2 | 4 | .. | .. |    |
|  | 4.   | Sextum                      | 7        | 10 | 2 | 3 | 5 | .. | .. |    |
|  | 5.   | Ponsacco (-1)               | 4        | 10 | 2 | 1 | 7 | .. | .. |    |
|  | 6.   | Soc.Mineraria Valdarno (-1) | 3        | 10 | 2 | 0 | 8 | .. | .. |    |
|  | --   | Buitoni                     | Ritirata |    |   |   |   |    |    |    |

Legenda:

      Campione toscano di Prima Divisione 1942-1943.
Note:

Due punti a vittoria, uno a pareggio, zero a sconfitta.
Pari merito in caso di pari punti.

### Spareggio per la promozione in Serie C
|           | Risultato |                   | Luogo e data            |
| --------- | --------- | ----------------- | ----------------------- |
| Viareggio | 1 - 0     | Avieri San Giusto | Carrara, 11 luglio 1943 |
|           |           |                   |                         |

### Calendario
| Andata (1ª) | Andata (1ª)    | Prima giornata             | Ritorno (8ª) | Ritorno (8ª) |
|             |                |                            |              |              |
| 4 apr. 1943 | 6-1            | Buitoni-Mineraria Valdarno | n.d.         | 30 mag. 1943 |
| 4 apr. 1943 | 3-4            | Massese-Avieri San Giusto  | 0-5          | 30 mag. 1943 |
| 4 apr. 1943 | 3-0            | Viareggio-Ponsacco         | 1-0          | 30 mag. 1943 |
| 4 apr. 1943 | Riposa: Sextum |                            |              | 30 mag. 1943 |

| Andata (2ª)  | Andata (2ª)     | Seconda giornata             | Ritorno (9ª) | Ritorno (9ª) |
|              |                 |                              |              |              |
| 11 apr. 1943 | 1-1             | Avieri San Giusto-Sextum     | (2)          | 6 giu. 1943  |
| 11 apr. 1943 | 1-3             | Mineraria Valdarno-Viareggio | 0-13         | 6 giu. 1943  |
| 11 apr. 1943 | 1-6             | Ponsacco-Massese Paladini    | 0-2          | 6 giu. 1943  |
| 11 apr. 1943 | Riposa: Buitoni |                              |              | 6 giu. 1943  |

| Andata (3ª)  | Andata (3ª)       | Terza giornata             | Ritorno (10ª) | Ritorno (10ª) |
|              |                   |                            |               |               |
| 18 apr. 1943 | 0-2               | Buitoni-Massese Paladini   | n.d.          | 13 giu. 1943  |
| 18 apr. 1943 | 0-1               | Mineraria Valdarno-Sextum  | (2)           | 13 giu. 1943  |
| 18 apr. 1943 | 0-7               | Ponsacco-Avieri San Giusto | (1)           | 13 giu. 1943  |
| 18 apr. 1943 | Riposa: Viareggio |                            |               | 13 giu. 1943  |

| Andata (4ª)  | Andata (4ª)      | Quarta giornata                | Ritorno (11ª) | Ritorno (11ª) |
|              |                  |                                |               |               |
| 25 apr. 1943 | 7-1?             | Avieri San Giusto-Mineraria V. | (2)           | 20 giu. 1943  |
| 25 apr. 1943 | 0-0              | Massese Paladini-Viareggio     | 0-4           | 20 giu. 1943  |
| 25 apr. 1943 | 2-0              | Sextum-Buitoni                 | n.d.          | 20 giu. 1943  |
| 25 apr. 1943 | Riposa: Ponsacco |                                |               | 20 giu. 1943  |

| Andata (5ª) | Andata (5ª)              | Quinta giornata             | Ritorno (12ª) | Ritorno (12ª) |
|             |                          |                             |               |               |
| 9 mag. 1943 | 0-4                      | Buitoni-Avieri San Giusto   | n.d.          | 27 giu. 1943  |
| 9 mag. 1943 | 1-4                      | Mineraria Valdarno-Ponsacco | (2)           | 27 giu. 1943  |
| 9 mag. 1943 | 1-0                      | Viareggio-Sextum            | 2-0           | 27 giu. 1943  |
| 9 mag. 1943 | Riposa: Massese Paladini |                             |               | 27 giu. 1943  |

| Andata (6ª)  | Andata (6ª)                | Sesta giornata              | Ritorno (13ª) | Ritorno (13ª) |
|              |                            |                             |               |               |
| 16 mag. 1943 | 2-0                        | Avieri San Giusto-Viareggio | 2-3           | 4 lug. 1943   |
| 16 mag. 1943 | n.d.                       | Ponsacco-Buitoni            | n.d.          | 4 lug. 1943   |
| 16 mag. 1943 | 2-1                        | Sextum-Massese Paladini     | 1-1           | 4 lug. 1943   |
| 16 mag. 1943 | Riposa: Mineraria Valdarno |                             |               | 4 lug. 1943   |

| \| Andata (7ª) \| Andata (7ª) \| Settima giornata \| Ritorno (14ª) \| Ritorno (14ª) \| \| \| \| \| \| \| \| 23 mag. 1943 \| n.d. \| [6]Buitoni-Viareggio[6] \| n.d. \| 11 lug. 1943 \| \| 23 mag. 1943 \| 6-1 \| Massese-Mineraria Valdarno[9] \| 1-1 \| 11 lug. 1943 \| \| 23 mag. 1943 \| _-_ \| Ponsacco-Sextum \| _-_ \| 11 lug. 1943 \| \| 23 mag. 1943 \| Riposa: Avieri San Giusto \| \| \| 11 lug. 1943 \| |                           |                            |               |               |
| Andata (7ª) | Andata (7ª)               | Settima giornata           | Ritorno (14ª) | Ritorno (14ª) |
| |                           |                            |               |               |
| 23 mag. 1943 | n.d.                      | Buitoni-Viareggio          | n.d.          | 11 lug. 1943  |
| 23 mag. 1943 | 6-1                       | Massese-Mineraria Valdarno | 1-1           | 11 lug. 1943  |
| 23 mag. 1943 | _-_                       | Ponsacco-Sextum            | _-_           | 11 lug. 1943  |
| 23 mag. 1943 | Riposa: Avieri San Giusto |                            |               | 11 lug. 1943  |

## Finali per l'assegnazione del titolo riserve

### Classifica finale
|  | Pos. | Squadra                | Pt       | G | V | N | P | GF | GS | DR |
|  | ---- | ---------------------- | -------- | - | - | - | - | -- | -- | -- |
|  | 1.   | Fiorentina C           | 3        | 2 | 1 | 1 | 0 | 5  | 1  | +4 |
|  | 2.   | Pontedera B            | 1        | 2 | 0 | 1 | 1 | 1  | 5  | -4 |
|  | --   | Carrarese P. Binelli B | Ritirata |   |   |   |   |    |    |    |

Legenda:

      Campione toscano Riserve 1942-1943.
Note:

Due punti a vittoria, uno a pareggio, zero a sconfitta.
Pari merito in caso di pari punti.

### Calendario
|                | Risultati |                | Luogo e data             |
| -------------- | --------- | -------------- | ------------------------ |
| Fiorentina (C) | 5 - 1     | Pontedera (B)  | Firenze, 4 aprile 1943   |
| Pontedera (B)  | 0 - 0     | Fiorentina (C) | Pontedera, 1 aprile 1943 |
|                |           |                |                          |

## Spareggio per il titolo toscano assoluto
|               | Risultati |               | Luogo e data              |
| ------------- | --------- | ------------- | ------------------------- |
| Viareggio     | 1 - 0     | Pontedera (B) | Viareggio, 18 luglio 1943 |
| Pontedera (B) | 2 - 0     | Viareggio     | Pontedera, 25 luglio 1943 |
|               |           |               |                           |

## Verdetti finali
- Avieri San Giusto, Buitoni, Massese "Paolo Lorenzo Paladini", Soc. Mineraria Valdarno, Ponsacco, Sextum e Viareggio sono ammesse alle finali per il titolo e la promozione in Serie C.
- Il Viareggio è campione toscano di Prima Divisione 1942-1943 ed è promosso in Serie C.[11]
- Carrarese "Pietrino Binelli" B, Fiorentina C, Pontedera B sono ammesse alle finali per il titolo riserve.
- La Fiorentina C è campione toscano delle Riserve 1942-1943.
- Forte dei Marmi B, Livorno C e Sangiulianese si sono ritirate nel corso del girone di ritorno: per questo motivo tutti i risultati conseguiti dalle altre squadre nei loro confronti sono stati tenuti validi.
- La Carrarese "Pietrino Binelli" B si ritira prima dell'inizio delle finali riserve.